# 133-й меридіан західної довготи
133-й меридіан західної довготи — лінія довготи, що лежить на 133 градуси західніше Гринвіцького меридіана. Вона проходить від Північного полюса через Північний Льодовитий океан, Північну Америку, Тихий океан, Південний океан та Антарктиду до Південного полюса.
133-й меридіан західної довготи формує велике коло разом із 47-мим меридіаном східної довготи.

## Список географічних об'єктів, що перетинає 133° зх. д.
Починаючи на Північному полюсі та рухаючись до Південного полюса, 133-й меридіан західної довготи проходить через:
| Координати                                                   | Країна, територія або море | Примітки |
| ------------------------------------------------------------ | -------------------------- | --- |
| 90°0′ пн. ш. 133°0′ зх. д. / 90.000° пн. ш. 133.000° зх. д.  | Північний Льодовитий океан | |
| 74°50′ пн. ш. 133°0′ зх. д. / 74.833° пн. ш. 133.000° зх. д. | Море Бофорта               | |
| 69°36′ пн. ш. 133°0′ зх. д. / 69.600° пн. ш. 133.000° зх. д. | Канада                     | Північно-Західні території — проходить через Туктояктук Юкон Британська Колумбія                                                            |
| 57°57′ пн. ш. 133°0′ зх. д. / 57.950° пн. ш. 133.000° зх. д. | США                        | Аляска — проходить через Південно-Східну Аляску і острови Купреянова, Воєводського[en], Зарембо[en], Торн[en], Принца Уельського і Далл[en] |
| 54°50′ пн. ш. 133°0′ зх. д. / 54.833° пн. ш. 133.000° зх. д. | Тихий океан                | |
| 54°15′ пн. ш. 133°0′ зх. д. / 54.250° пн. ш. 133.000° зх. д. | Канада                     | Британська Колумбія — проходить через острови Лангара[en], Грем і Гіппа                                                                     |
| 53°32′ пн. ш. 133°0′ зх. д. / 53.533° пн. ш. 133.000° зх. д. | Тихий океан                | |
| 60°0′ пд. ш. 133°0′ зх. д. / 60.000° пд. ш. 133.000° зх. д.  | Південний океан            | |
| 74°24′ пд. ш. 133°0′ зх. д. / 74.400° пд. ш. 133.000° зх. д. | Антарктида                 | Проходить через Землю Мері Берд, на яку жодна країна не претендує                                                                           |